# Caracalla
Marco Aurelio Antonino «Caracalla» (en latín: Marcus Aurelius Antoninus Caracalla; Lugdunum, Galia Lugdunense, 4 de abril de 188-8 de abril de 217) fue emperador romano de 198 a 217, miembro de la dinastía Severa, hijo mayor del emperador Septimio Severo y de la emperatriz Julia Domna. Proclamado cogobernante por su padre en 198, continuó reinando con su hermano Geta, coemperador desde 209, tras la muerte del primero en 211. Su hermano fue asesinado por la Guardia Pretoriana en diciembre del mismo año, supuestamente por orden del propio Caracalla, quien reinó después como único gobernante del Imperio romano. Caracalla escogió la administración mundana, por lo que dejó esas responsabilidades a su madre. El reinado de Caracalla se caracterizó por la inestabilidad interna y las invasiones externas de los pueblos germánicos.
El reinado de Caracalla se hizo notable por la Constitución Antonina (en latín: Constitutio Antoniniana), también conocida como Edicto de Caracalla, que concedía la ciudadanía romana a todos los hombres libres del Imperio. El edicto otorgó a todos los hombres enfranquecidos el praenomen y nomen adoptados por Caracalla («Marco Aurelio»). En el ámbito nacional, Caracalla se hizo conocido por la construcción de las termas con su mismo nombre, que se convirtieron en las segundas más grandes de Roma; por la introducción de una nueva moneda romana llamada antoniniano, una especie de doble denario; y por las masacres que ordenó, tanto en Roma como en otros lugares del Imperio. En el año 216, Caracalla inició una campaña contra el Imperio parto. Sin embargo, no llegó a completarla debido a su asesinato por un soldado descontento en 217, y en consecuencia, Macrino le sucedió como emperador tres días después.
Las fuentes antiguas presentan a Caracalla como un tirano y un líder cruel, una imagen que ha sobrevivido hasta la modernidad. Dion Casio (c. 155-c. 235) y Herodiano (c. 170-c. 240) lo presentan como un soldado primero y un emperador después. En el siglo XII, Geoffrey de Monmouth inició la leyenda del papel de Caracalla como rey de Britania. Más tarde, en el siglo XVIII, las obras de los pintores franceses revivieron imágenes del emperador debido a los aparentes paralelismos entre la tiranía de este y la atribuida a Luis XVI de Francia (r. 1774-1792). Las obras modernas siguen representando a Caracalla como un gobernante malvado, pintándolo como uno de los más tiranos de todos los emperadores romanos.

## Nombres
El nombre de nacimiento de Caracalla era Lucio Septimio Basiano (en latín, Lucius Septimius Bassianus). Fue rebautizado como Marco Aurelio Antonino a la edad de siete años como parte del intento de su padre de justificar su descendencia de las familias de Antonino Pío y Marco Aurelio. Según el historiador del siglo IV Aurelio Víctor en su Epitome de Caesaribus, se le conoció por el agnomen Caracalla por una túnica gálica con capucha que usaba habitualmente y que puso de moda, que, posiblemente, empezara a llevar durante sus campañas en el Rin y el Danubio. Dion Casio se refería generalmente a él como Tarautas, en honor a un famoso gladiador diminuto y violento de la época.

## Primeros años

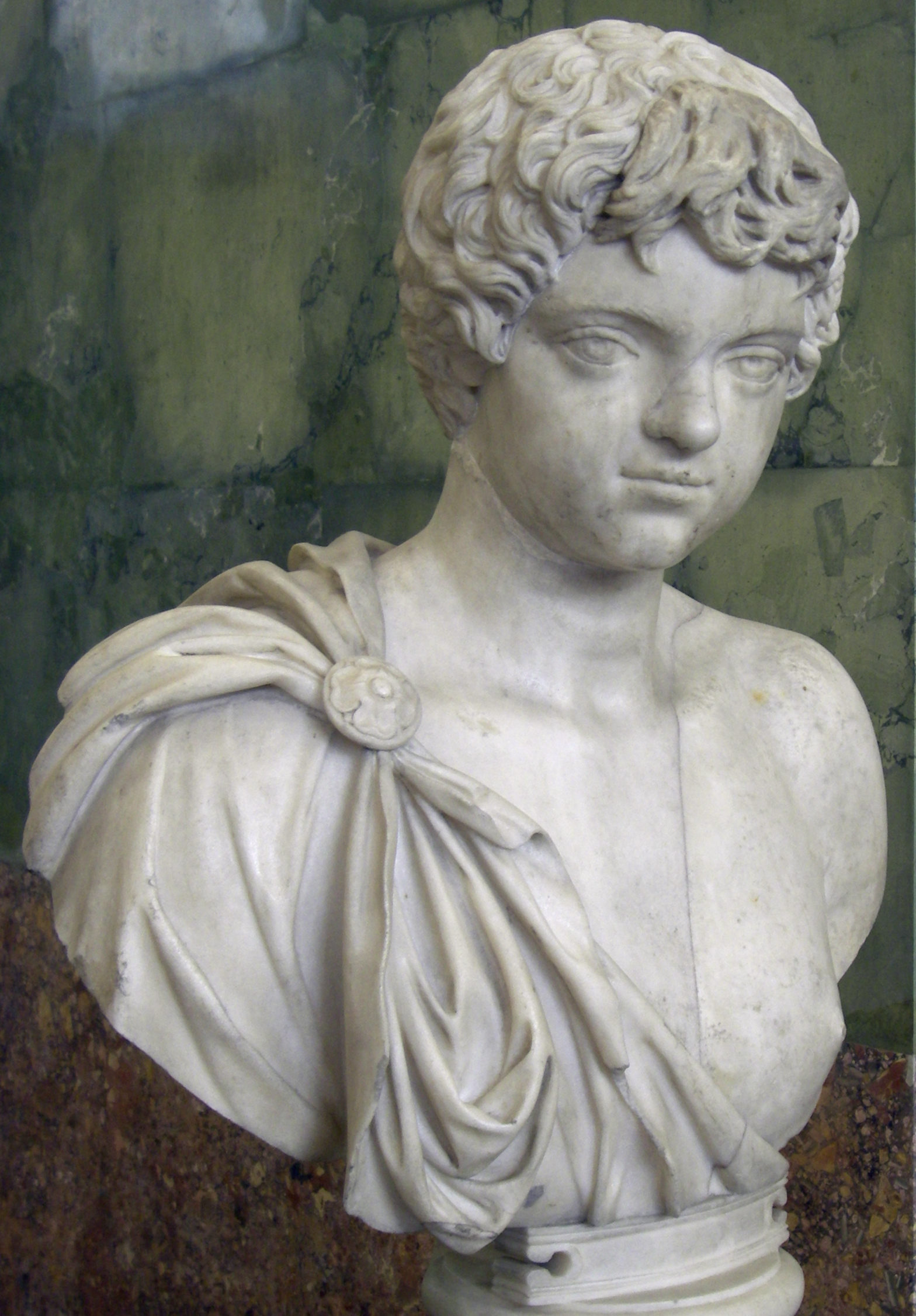
Busto de Caracalla durante su juventud; Museo del Hermitage.

Caracalla nació en Lugdunum, en la Galia Lugdunense (actualmente Lyon, Francia), el 4 de abril de 188, hijo de Septimio Severo (r. 193-211) y Julia Domna, lo que le confiere ascendencia paterna púnico-bereber y materna árabe. Tenía un hermano algo menor, Geta, con el que Caracalla gobernó brevemente como coemperador. Caracalla tenía cinco años cuando su padre fue aclamado augusto el 9 de abril de 193.

### César
A principios de 195, el padre de Caracalla, Septimio Severo, se hizo adoptar póstumamente por el emperador deificado (divus) Marco Aurelio (r. 161-180); en consecuencia, en 195 o 196 Carcalla recibió el rango imperial de césar, lo que le confirió el nombre de Marco Aurelio Antonino César, y fue pronunciado en latín: imperator destinatus (o designatus) en 197, posiblemente en su cumpleaños, el 4 de abril, y seguramente antes del 7 de mayo. Así, pasó a formar parte de la dinastía Antonina.

### Coaugusto
El padre de Caracalla le nombró augusto conjunto y emperador de pleno derecho el 28 de enero de 198. Era el día en que se celebraba el triunfo de Septimio Severo, en honor a su victoria sobre el Imperio parto en las guerras romano-partas; había logrado saquear la capital parta, Ctesifonte, tras ganar la batalla homónima, probablemente en octubre de 197. También se le otorgó el poder tribunicio y el título de imperator. En las inscripciones, Caracalla recibe a partir de 198 el título de sumo sacerdote, pontifex maximus. Su hermano Geta fue proclamado nobilissimus caesar el mismo día, y su padre Septimio Severo recibió el apelativo honorífico Parthicus Maximus.
En 199, ingresó en la cofradía sacerdotal de los hermanos arvales, y a finales de año recibió el tituló de pater patriae. En 202, fue designado cónsul, habiendo sido nombrado cónsul designatus el año anterior, junto a su padre en su tercer consulado.
En el año 202, entre el 9 y el 15 de abril, Caracalla se vio obligado a casarse con la hija de Cayo Fulvio Plauciano, Fulvia Plautila, una mujer a la que odiaba, aunque se desconoce el motivo.

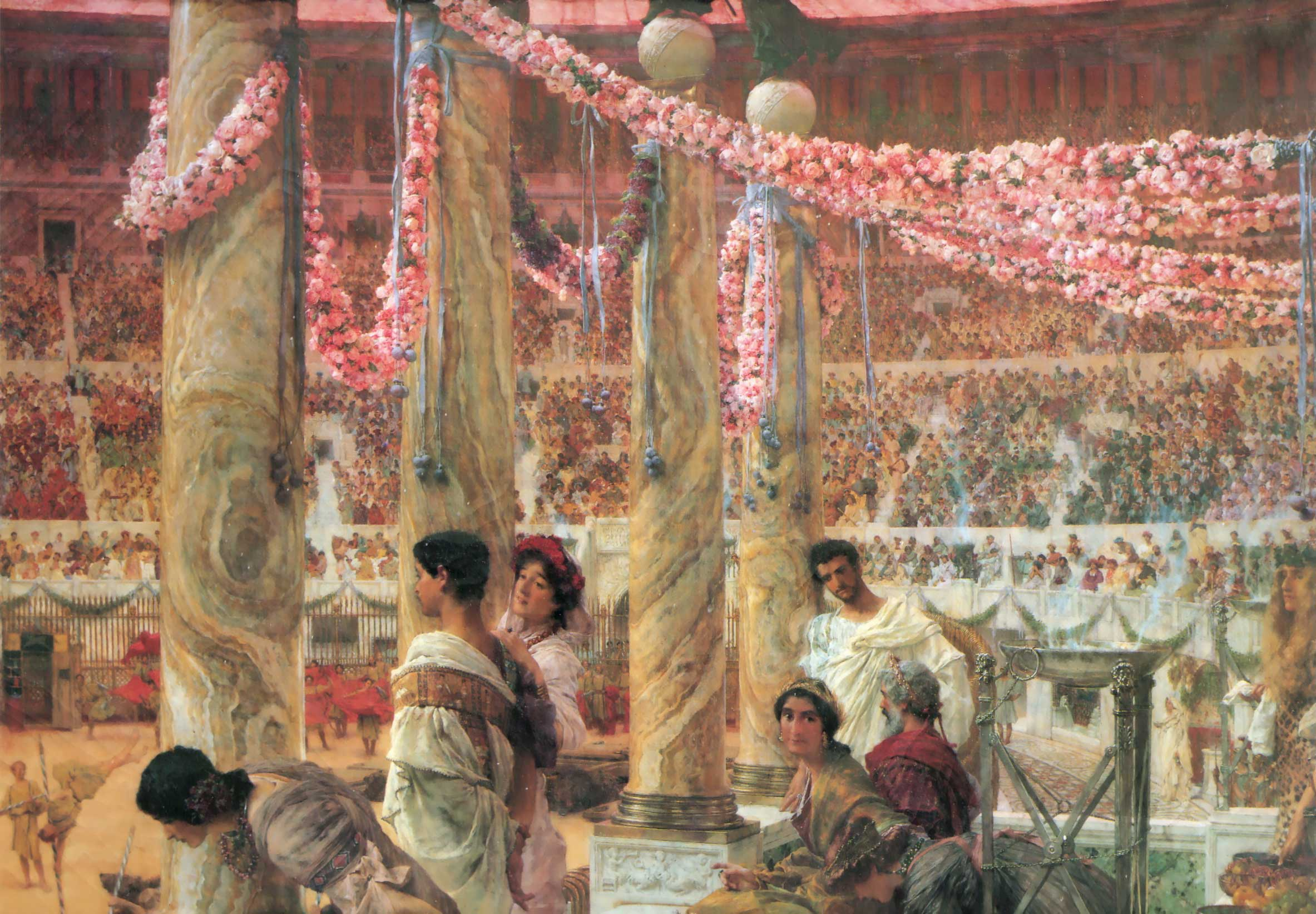
Caracalla y Geta: Pelea de osos en el Coliseo, Lawrence Alma-Tadema, 1907.

En el año 205, Caracalla fue designado cónsul por segunda vez, en compañía de Geta, siendo el primer consulado de su hermano. Ese mismo año, Caracalla hizo ejecutar a Plauciano por traición, aunque probablemente fabricó él mismo las pruebas del complot. Fue entonces cuando desterró a su esposa, cuyo posterior asesinato podría haberse llevado a cabo por orden suya.
El 28 de enero de 207, Caracalla celebró su decennalia, el décimo aniversario del inicio de su reinado. El año 208 fue el año de su tercer consulado, con Geta en su segundo consulado. Este último recibió el rango de augusto y poderes tribunicios en septiembre u octubre de 209, o ya en 210.
Durante el reinado de su padre, la madre de Caracalla, Julia Domna, había desempeñado un destacado papel público, recibiendo títulos de honor como el de «madre de los campamentos», pero también desempeñó un papel entre bastidores ayudando a su marido a administrar el imperio. Descrita como ambiciosa, Julia Domna se rodeó de pensadores y escritores de todo el imperio. Mientras Caracalla reunía y entrenaba a las tropas para su planeada invasión parta, Julia permaneció en Roma, administrando el imperio. La creciente influencia de esta matrona en los asuntos de Estado fue el inicio de una tendencia de influencia de las madres de los emperadores, que continuó durante toda la dinastía Severa.

## Reinado como emperador mayor
Septimio Severo falleció el 4 de febrero de 211, lo que dejó a sus dos hijos y coemperadores como gobernantes del Imperio. A la muerte de su padre, Caracalla adoptó el cognomen de este, Severo, como Imperator Caesar Marcus Aurelius Severus Antoninus Pius Augustus, y asumió el cargo de pontifex maximus.

### Geta como coaugusto
Septimio Severo murió en Eboracum (actual York, Inglaterra) mientras estaba en campaña en Caledonia, al norte de la Britania romana, y en consecuencia, Caracalla y su hermano, Geta, heredaron conjuntamente el trono. Los hermanos pusieron fin a la invasión romana de Caledonia (208-210) tras concluir una paz con los caledonios que devolvía la frontera de la Britania romana al muro de Adriano.
Durante el viaje de vuelta a Roma con las cenizas de su padre, Caracalla y su hermano discutieron continuamente entre ellos, lo que hizo que las relaciones entre ambos fueran cada vez más hostiles. Los coemperadores consideraron dividir el Imperio en dos a lo largo del Bósforo para que su cogobierno fuera menos conflictivo, con Caracalla en el oeste y Geta en el este, aunque su madre les convenció para que no lo hicieran.

### El asesinato de Geta

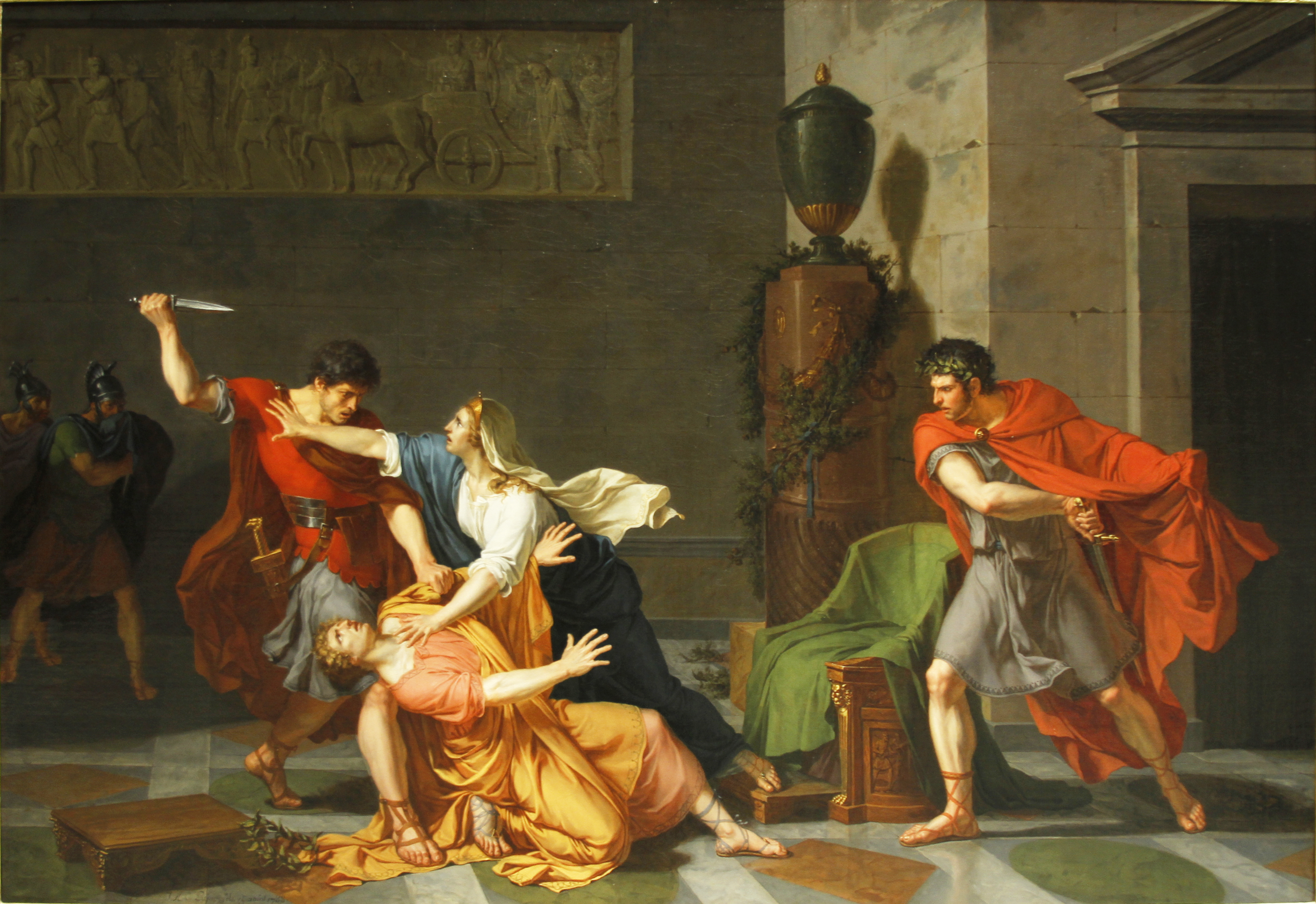
Geta muriendo en los brazos de su madre, Jacques-Augustin-Catherine Pajou, 1766-1828 (Staatsgalerie Stuttgart).

El 26 de diciembre de 211, en una reunión de reconciliación organizada por su madre, Julia Domna, Geta fue asesinado en brazos de ella por miembros de la Guardia Pretoriana leales a Caracalla. Se considera como claramente probable que Caracalla ordenara el asesinato en persona, ya que ambos nunca habían tenido una buena relación entre ellos, y mucho menos después de suceder a su padre.
Caracalla, entonces, persiguió y ejecutó a la mayoría de los partidarios de Geta y ordenó una damnatio memoriae pronunciada por el Senado contra la memoria de su hermano. La imagen de Geta fue eliminada de todas las pinturas, las monedas fueron fundidas, las estatuas fueron destruidas, su nombre fue borrado de los registros de papiro y en piedra, y se convirtió en un delito capital hablar o escribir el nombre de Geta. Se calcula que tras la damnatio memoriae fueron masacradas unas veinte mil personas, quienes formaban parte del círculo íntimo de guardias y asesores de Geta, amigos y otros militares a su servicio.

## Reinado como único emperador

### Guerra alamana

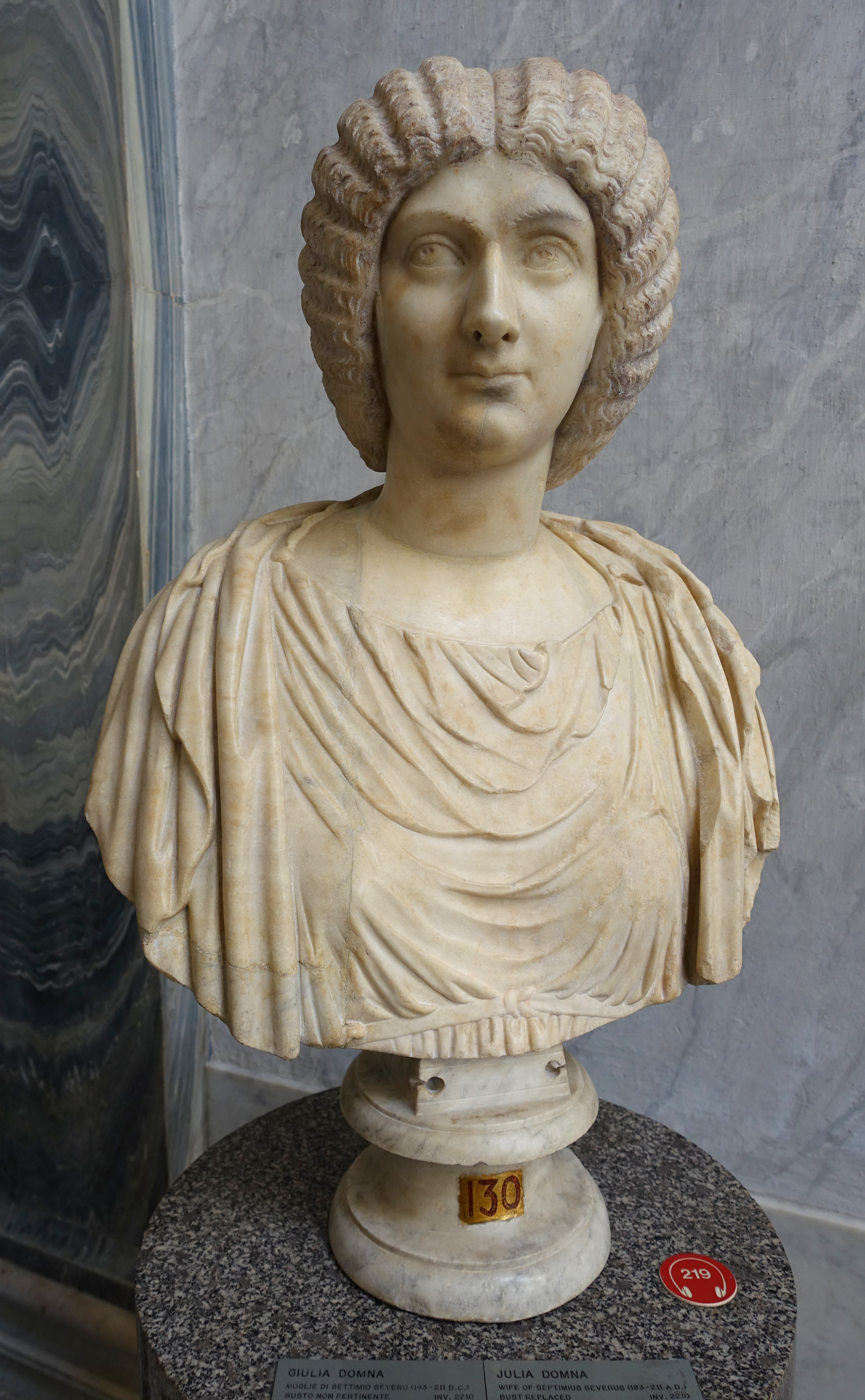
Busto de Julia Domna (Museo Chiaramonti).

En el año 213, aproximadamente un año después del asesinato de Geta, Caracalla abandonó Roma para no volver jamás. Se dirigió al norte, al limes germanicus, para enfrentarse a los alamanes, una confederación de tribus germanas que lo habían atravesado en Recia. Durante la campaña de 213-214, Caracalla derrotó con éxito a algunas de las tribus alamanas y resolvió otras dificultades a través de la diplomacia, aunque se desconoce exactamente con quién se hicieron estos tratados. Durante su estancia, Caracalla reforzó las fortificaciones fronterizas de Recia y Germania Superior, conocidas colectívamente como Agri Decumates, de modo que pudiesen resistir cualquier otra invasión bárbara durante otros veinte años.
Cuando Geta murió en 211, las responsabilidades de Julia Domna aumentaron, ya que Caracalla consideraba que las tareas administrativas eran mundanas. Es posible que asumiera una de las funciones civiles más importantes del emperador: recibir peticiones y responder a la correspondencia. El alcance de su papel en esta posición, sin embargo, es probablemente exagerado, aunque es probable que representara a su hijo y que participara en las reuniones y respondiera a las preguntas, pero la autoridad final en asuntos legales era Caracalla. El emperador desempeñaba todas las funciones del sistema jurídico como juez, legislador y administrador.

### Gira provincial

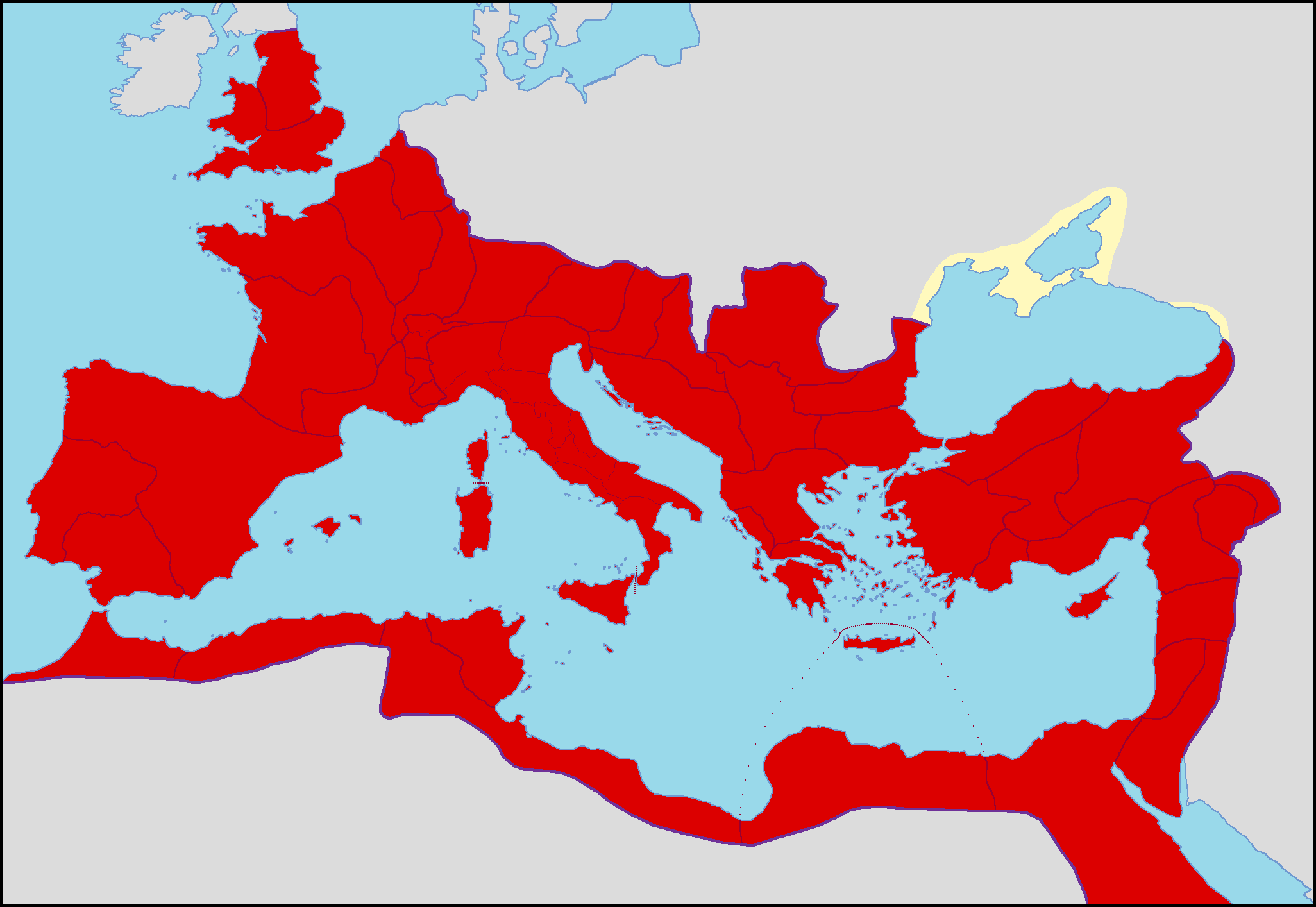
El Imperio romano durante el reinado de Caracalla.

En la primavera de 214, Caracalla partió hacia las provincias orientales, por lo que pasó por las provincias danubianas y las provincias anatolianas de Asia y Bitinia. Pasó el invierno de 214/215 en Nicomedia, y el 4 de abril de 215 ya había partido de la ciudad. En verano de ese mismo año se encontraba en Antioquía, en el Orontes. En diciembre de 215 llegó a Alejandría, en el Delta del Nilo, donde permaneció hasta marzo o abril de 216.
Cuando los habitantes de Alejandría se enteraron de las afirmaciones de Caracalla indicando que había matado a su hermano Geta en defensa propia, produjeron una sátira en la que se burlaban de esto, así como de otras pretensiones del emperador. Caracalla respondió a este insulto masacrando a la diputación de ciudadanos destacados que se habían reunido desprevenidamente ante la ciudad para saludar su llegada en diciembre de 215, antes de poner a sus tropas contra Alejandría durante varios días de saqueo y pillaje.
En la primavera de 216 regresó a Antioquía y antes del 27 de mayo se puso al frente de su ejército para luchar contra los partos. Durante el invierno de 215/216 se estacionó en la ciudad de Edesa. Caracalla se dirigió entonces hacia el este, a Armenia, reino que ya en el 216 había atravesado, y ese mismo año llegó al sur de Partia.

### Termas

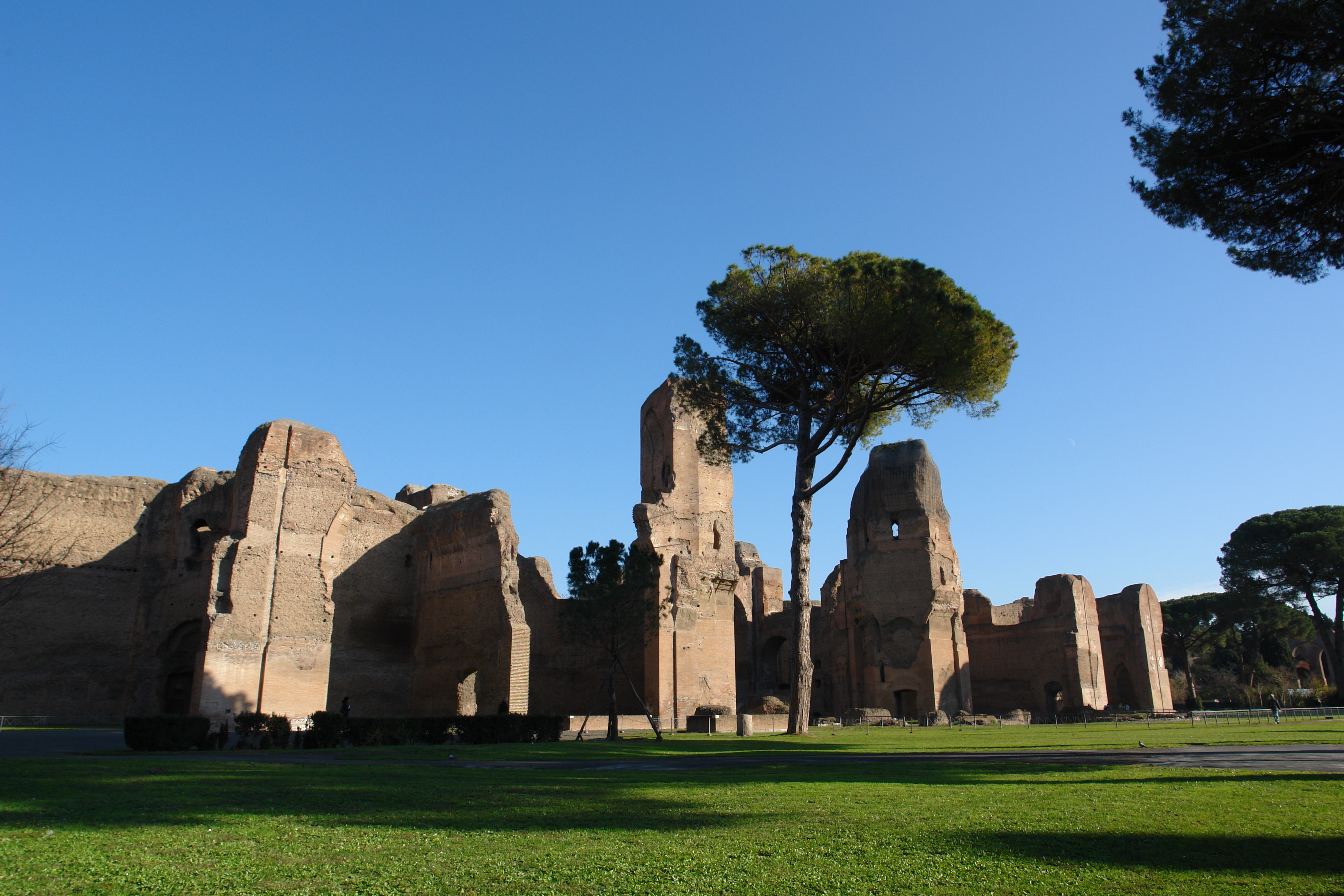
Las termas de Caracalla.

Las termas de Caracalla comenzaron a construirse en el año 211, al inicio del gobierno de este emperador, aunque lo más probable es que su padre fuera el responsable de su planificación. En el año 216 fueron inauguradas parcialmente, pero su perímetro exterior no se completó hasta el reinado de Alejandro Severo.
Estas grandes termas eran típicas de la práctica romana de construir complejos para actividades sociales y estatales en grandes ciudades densamente pobladas. Los baños cubrían unos 202 000 m² y podían acoger a unos mil seiscientos bañistas a la vez. Fueron los segundos baños públicos más grandes construidos en la Antigua Roma y contaban con piscinas, patios de ejercicio, un estadio, salas de vapor, bibliotecas, salas de reuniones, fuentes y otros servicios, todo ello rodeado por jardines. Los espacios interiores estaban decorados con coloridos suelos de mármol, columnas, mosaicos y estatuas colosales.

### Caracalla y Serapis

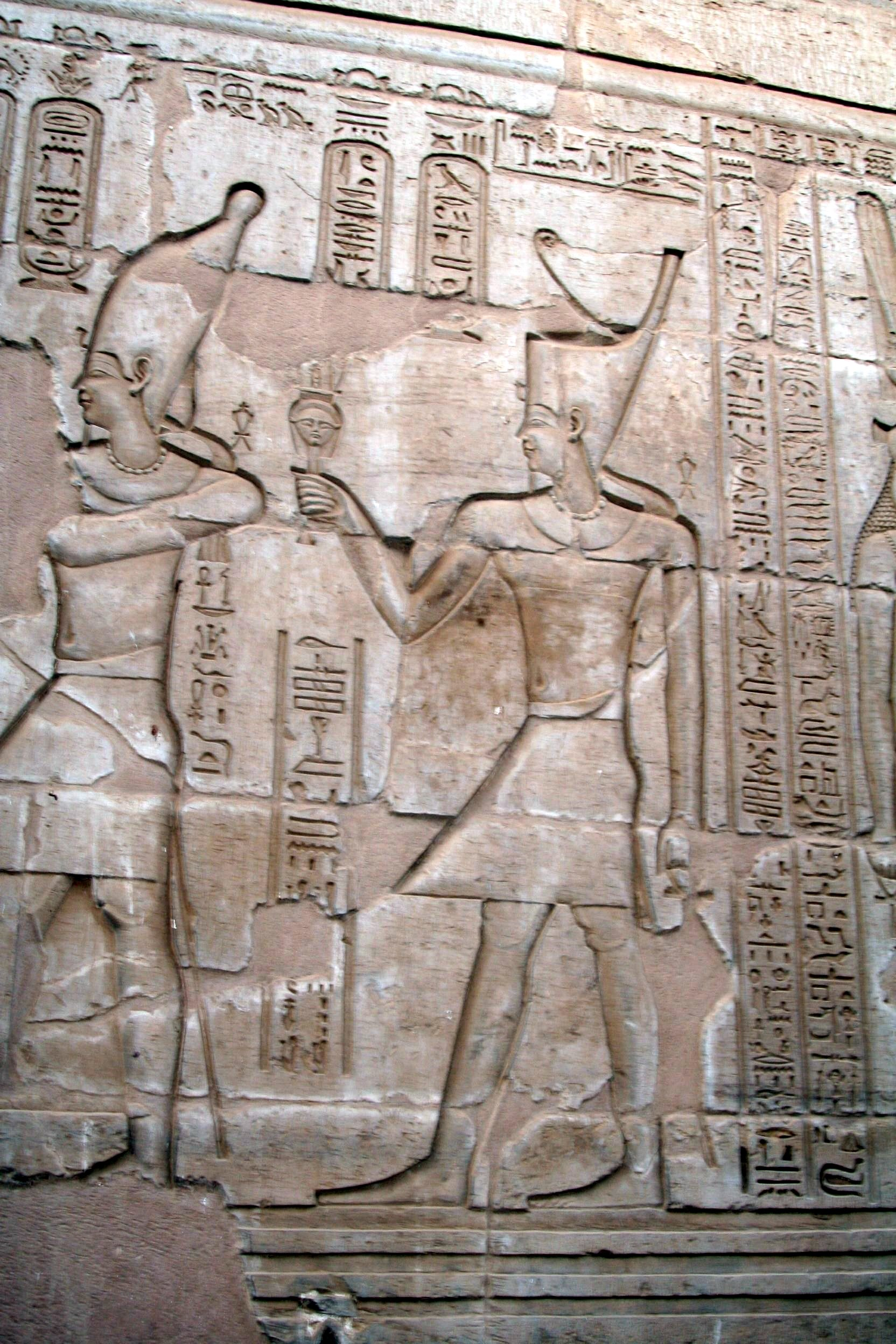
Caracalla como faraón, Templo de Kom Ombo.

Al principio de su reinado, Caracalla declaró el apoyo imperial a Serapis como dios sanador. Al parecer, el Iseum et Serapeum de Alejandría fue renovado durante el gobierno conjunto de Septimio Severo y Caracalla, lo que se constata en dos inscripciones encontradas cerca del templo que parecen llevar sus nombres. Existen pruebas arqueológicas adicionales de ello en forma de dos papiros que se han fechado en el periodo de Severo y también dos estatuas asociadas al templo que se han fechado en torno al año 200. Tras la ascensión de Caracalla como único gobernante en el año 212, la ceca imperial comenzó a acuñar monedas con la imagen de Serapis. Esto era un reflejo del papel central del dios durante el reinado de Caracalla. Tras la muerte de Geta, Caracalla dedicó a Serapis el arma que lo había matado, probablemente para que Serapis asumiera el papel de protector de Caracalla frente a la traición.
Caracalla también erigió en 212 un templo en el monte Quirinal dedicado a Serapis. Una inscripción fragmentaria encontrada en la iglesia de Sant' Agata dei Goti en Roma registra la construcción, o posiblemente la restauración, de un templo dedicado al dios Serapis. La inscripción lleva el nombre de Marcus Aurelius Antoninus, una referencia a Caracalla o a Heliogábalo, pero más probablemente al primero debido a su conocida y fuerte asociación con la deidad. En los alrededores del monte Quirinal también se encontraron otras dos inscripciones dedicadas a Serapis, así como un cocodrilo de granito similar al descubierto en el Iseum et Serapeum de Alejandría.

### Constitutio Antoniniana

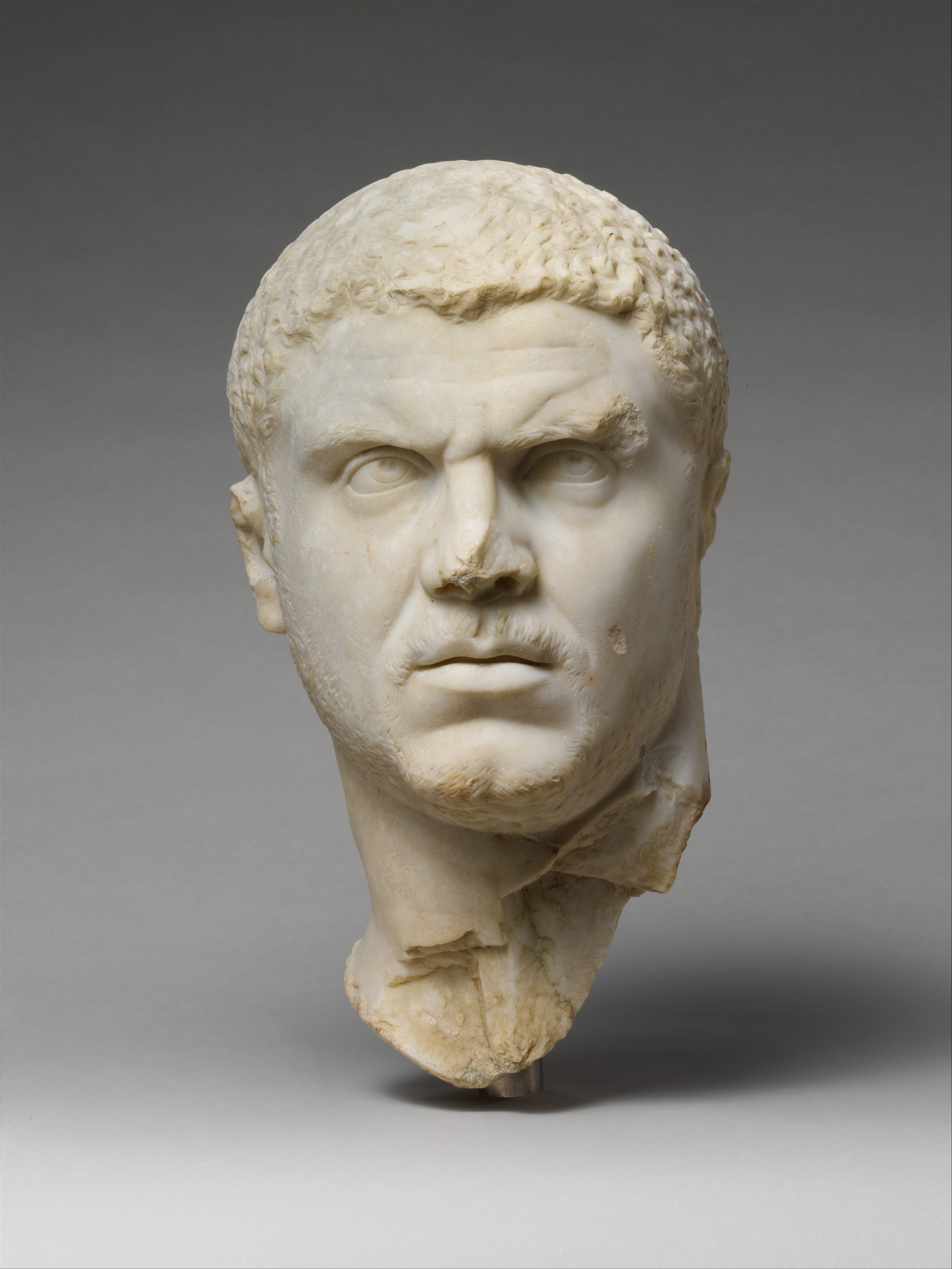
Retrato de Caracalla (212-217) en el Museo Metropolitano de Arte.

La Constitutio Antoniniana (lit. «Constitución de Antonino», también llamada «Edicto de Caracalla» o «Constitución Antonina») fue un edicto emitido en 212 por Caracalla en el que se declaraba que todos los hombres libres del Imperio romano debían recibir la plena ciudadanía romana, con la excepción de los dediticii, personas que se habían sometido a Roma por rendición en la guerra, y los esclavos liberados.
Antes del año 212, la mayoría de los ciudadanos romanos habían sido habitantes de la Italia romana, y alrededor del 4-7 % de todos los demás pueblos del Imperio romano eran ciudadanos romanos en el momento de la muerte de Augusto en el año 14 d. C. Fuera de Roma, la ciudadanía se limitaba a las colonias romanas —los romanos, o sus descendientes, que vivían en las provincias, los habitantes de diversas ciudades de todo el Imperio— y un pequeño número de nobles locales, como los reyes de los países clientes. Los provinciales, en cambio, no solían ser ciudadanos, aunque algunos magistrados y sus familiares y parientes poseían el derecho latino.
Dion Casio sostiene que uno de los propósitos de Caracalla al promulgar el edicto fue el deseo de aumentar los ingresos del Estado; en ese momento, Roma se encontraba en una situación financiera difícil y necesitaba pagar los nuevos aumentos de sueldo y beneficios que se conferían a los militares. El edicto ampliaba la obligación de servicio público e incrementaba los ingresos por medio de los impuestos de sucesión y emancipación que sólo debían pagar los ciudadanos romanos. Sin embargo, pocos de los que obtuvieron la ciudadanía eran ricos, y aunque es cierto que Roma se encontraba en una situación financiera difícil, se cree que este no pudo ser el único propósito del edicto. Los provinciales también se beneficiaron de este edicto porque ahora podían considerarse socios de los romanos en el Imperio en igualdad de condiciones.
Otro propósito para emitir el edicto, como se describe en el papiro en el que se inscribió parte de este, era apaciguar a los dioses que habían librado a Caracalla de la conspiración. El complot en cuestión fue la respuesta al asesinato de Geta por parte de Caracalla y la posterior matanza de sus seguidores; el fratricidio sólo se habría condonado si su hermano hubiera sido un tirano. La damnatio memoriae contra Geta y los grandes pagos que Caracalla había hecho a sus propios partidarios tenían como objetivo protegerse de posibles repercusiones. Tras el éxito obtenido, Caracalla sintió la necesidad de pagar a los dioses de Roma devolviendo el favor al pueblo de Roma mediante un gesto igualmente grandioso, lo que se hizo mediante la concesión de la ciudadanía.
Otro propósito para emitir el edicto podría estar relacionado con el hecho de que la periferia del Imperio se estaba convirtiendo en el centro de su existencia, y la concesión de la ciudadanía podría haber sido simplemente un resultado lógico de la continua expansión de los derechos de ciudadanía de Roma.

### Política monetaria

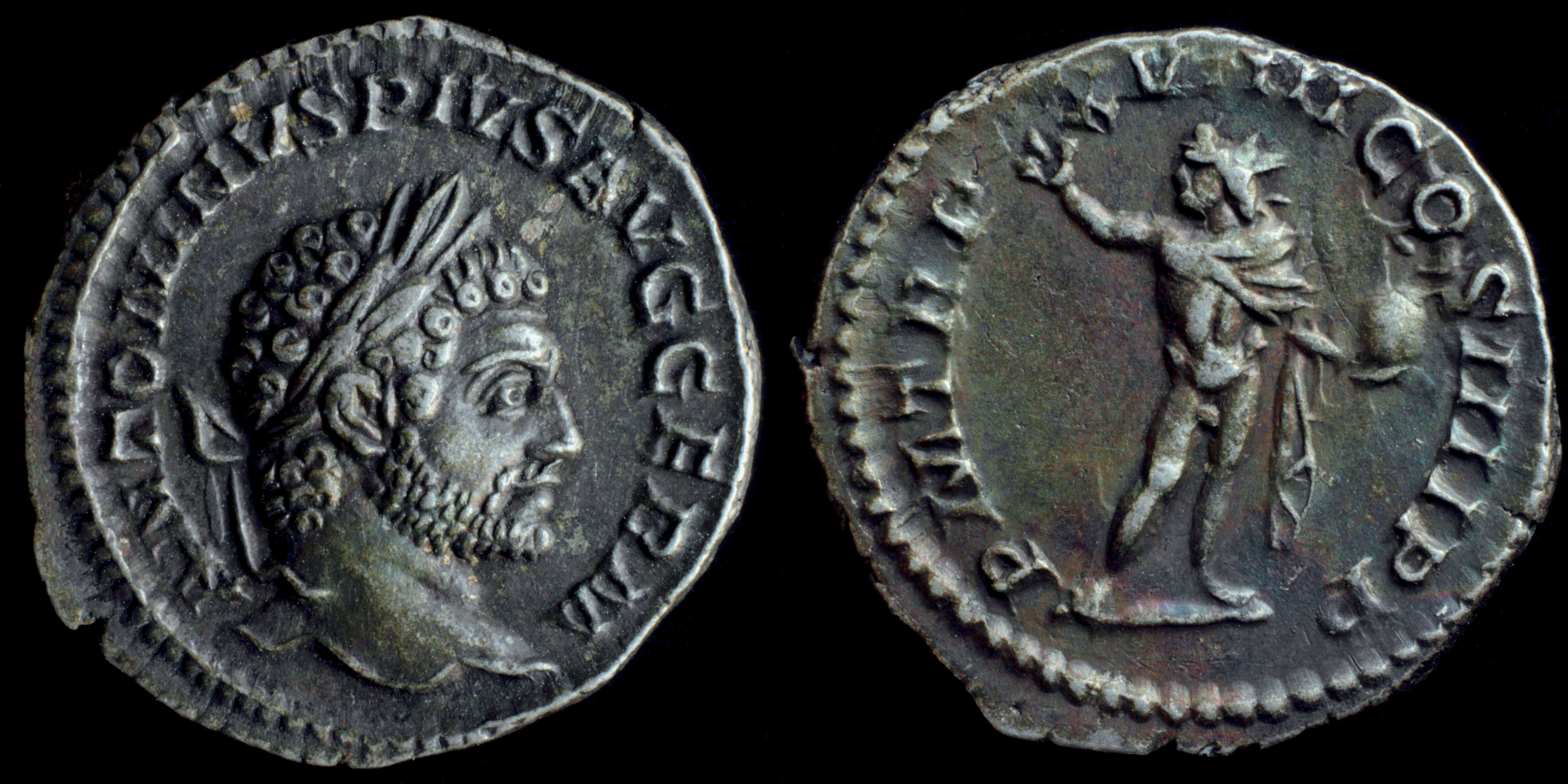
Denario de plata de Caracalla acuñado en Roma en el año 216.

Los gastos que hizo Caracalla con las grandes primas que dio a los soldados le llevaron a degradar la moneda poco después de su subida al trono en solitario. A finales del reinado de Septimio Severo y principios del de Caracalla, el denario romano tenía una pureza de plata aproximada de alrededor del 55 %, pero a finales del reinado de este último la pureza se había reducido a alrededor del 51 %.
En el año 215 Caracalla introdujo el antoniniano, una moneda destinada a servir de doble denario. Esta nueva moneda, sin embargo, tenía una pureza de plata de alrededor del 52 % para el período entre 215 y 217 y una relación de tamaño real de 1 antoniniano a 1,5 denarios. La reducción de la pureza de la plata de las monedas hizo que la gente atesorara las antiguas monedas que tenían un mayor contenido de este metal, lo que agravó el problema de la inflación causada por la anterior devaluación de los denarios.

### Política militar
Durante su reinado como emperador, Caracalla aumentó la paga anual de un legionario medio de 2000 sestercios (500 denarios) a 2700-3000 sestercios (675-750 denarios). Prodigó muchos beneficios al ejército, al que temía y admiraba a la vez, de acuerdo con el consejo dado por su padre en su lecho de muerte de atender siempre al bienestar de los soldados e ignorar a todos los demás. Caracalla necesitaba ganarse y mantener la confianza de los militares, y lo hizo con generosos aumentos de sueldo y gestos populares. Pasó gran parte de su tiempo con los soldados, hasta el punto de que empezó a imitar su vestimenta y a adoptar sus formas.
Cuando Caracalla terminó su campaña contra los alamanes, se hizo evidente que estaba excesivamente interesado por Alejandro Magno, a quien comenzó a imitar abiertamente en su estilo personal, incluso al planificar su invasión del Imperio parto, y también decidió organizar a dieciséis mil de sus hombres en falanges al estilo macedonio, a pesar de que el ejército romano había hecho de esta formación una táctica obsoleta. El historiador Christopher Matthew menciona que el término phalangarii tiene dos posibles significados, ambos con connotaciones militares; el primero se refiere simplemente a la línea de batalla romana y no significa específicamente que los hombres estuvieran armados con picas, y el segundo guarda similitud con las «mulas marianas» de finales de la República romana que llevaban su equipo suspendido de una larga pértiga, que estuvieron en uso al menos hasta el siglo II d. C. En consecuencia, los phalangarii de la Legio II Parthica pudieron no haber sido piqueros, sino tropas de línea de batalla estándar o posiblemente triarios. La manía de Caracalla por Alejandro llegó a tal punto que visitó Alejandría mientras preparaba su invasión persa y persiguió a los filósofos de la escuela aristotélica basándose en la leyenda de que Aristóteles había envenenado a Alejandro, lo que mostraba el comportamiento cada vez más errático de Caracalla.

### Guerra parta
En 216, Caracalla llevó a cabo una serie de ofensivas en el este contra Partia, con la intención de poner más territorio bajo el control directo de Roma. Ofreció al rey Artabano IV de Partia una propuesta de matrimonio entre él y la hija del monarca. Artabano rechazó la oferta, comprendiendo que la propuesta no era más que un intento de colocar el reino de Partia bajo el control de Roma, y en consecuencia, Caracalla aprovechó la oportunidad para iniciar una campaña contra este imperio. Ese verano el emperador romano comenzó a atacar la campiña al este del Tigris como parte de su campaña contra el Imperio parto. En el invierno siguiente, Caracalla se retiró a Edesa (moderna Sanliurfa en el sureste de Turquía) y comenzó a hacer los preparativos para renovar la campaña en primavera.

## Muerte

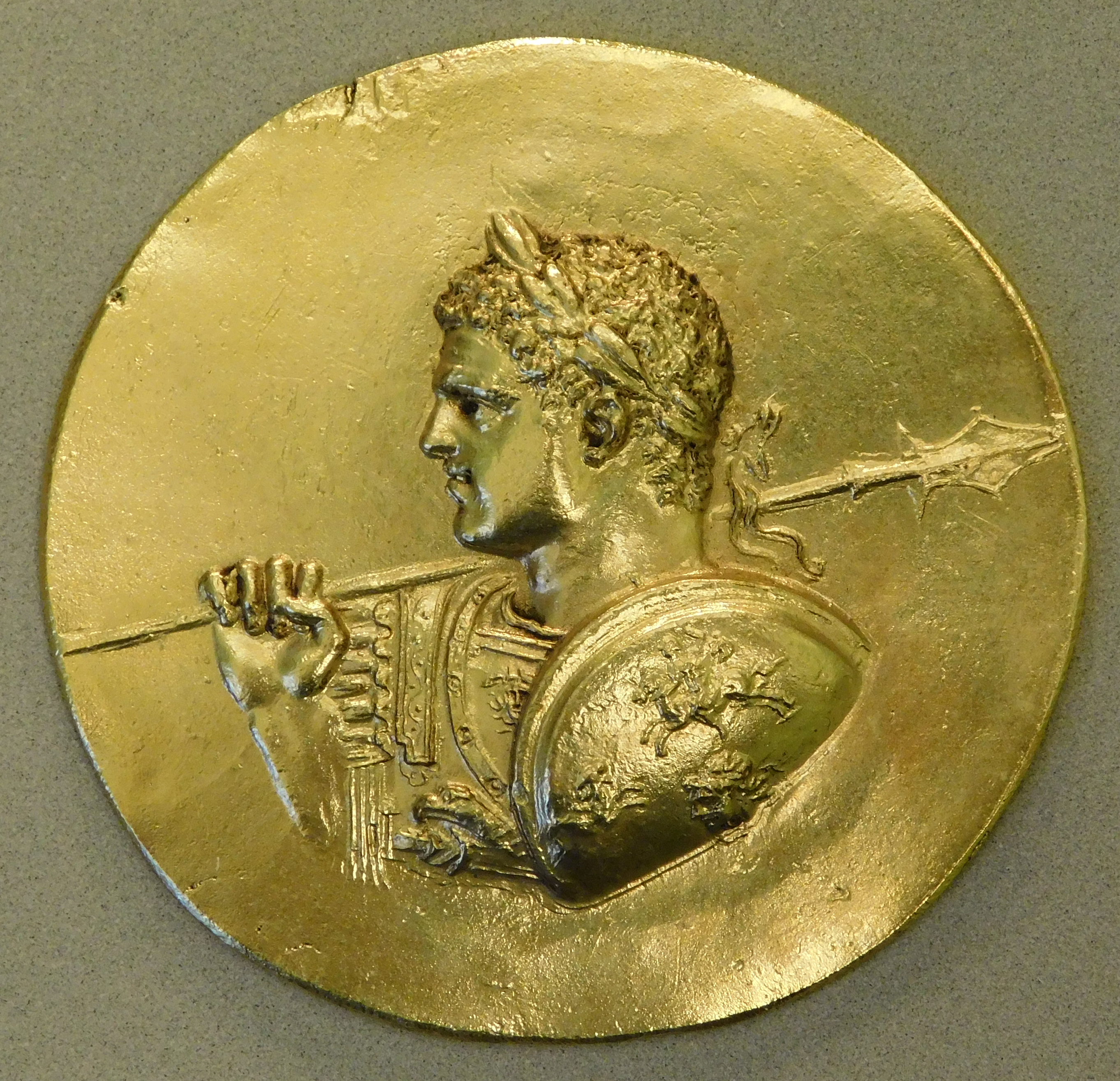
Medallón de oro de Caracalla (Bode Museum).

A principios de 217, Caracalla seguía instalado en Edesa antes de reanudar las hostilidades contra Partia. El 8 de abril de 217 el emperador estaba viajando para visitar un templo cerca de Carras (Harrán, en el sur de Turquía), donde en el 53 a. C. los romanos habían sufrido una derrota catastrófica a manos de los partos. Tras detenerse brevemente para orinar, Caracalla fue abordado por el soldado Julio Marcial, y apuñalado hasta la muerte. Marcial estaba indignado por la negativa de Caracalla a ascenderle al rango de centurión, y el prefecto del pretorio Macrino, sucesor del difunto emperador, vio la oportunidad de utilizar a este soldado para acabar con el reinado de Caracalla. Inmediatamente después de la muerte del emperador, su asesino, Marcial, fue, a su vez, ejecutado. Cuando Caracalla fue asesinado, Julia Domna estaba en Antioquía ordenando la correspondencia y eliminando los mensajes sin importancia del montón para que cuando su hijo regresara no se viera sobrecargado de tareas. Tres días después del magnicidio, Macrino se proclamó emperador con el apoyo del ejército romano. 

## Retrato

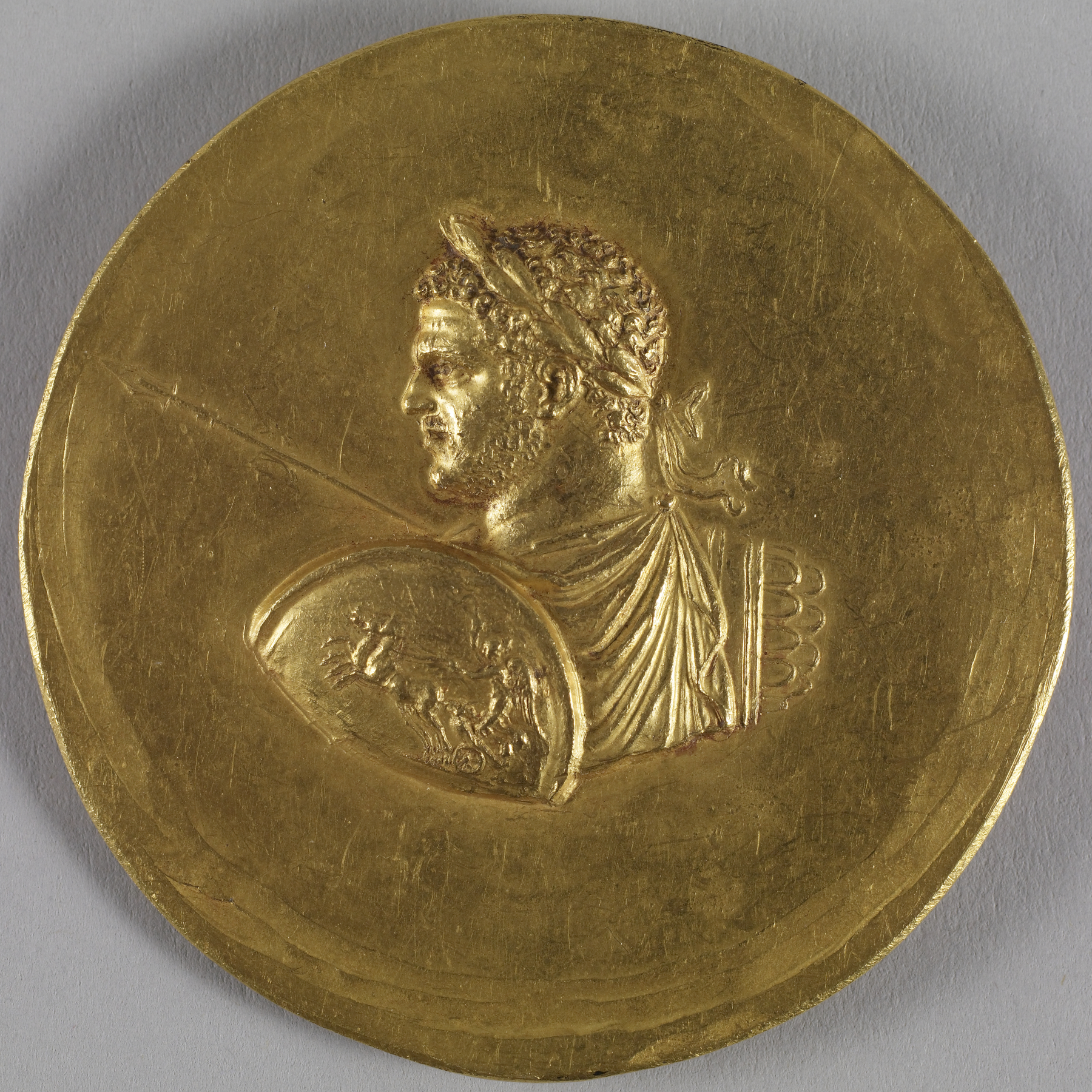
Este medallón ejemplifica la manera típica en que se representaba a Caracalla (Walters Art Museum).

La representación oficial de Caracalla como emperador único supone una ruptura con las imágenes distantes de los emperadores-filósofos que le precedieron: su corte de pelo corto es el de un soldado, su ceño fruncido una presencia realista y amenazante. Este rudo soldado-emperador, un arquetipo icónico, fue adoptado por la mayoría de los siguientes emperadores, como Maximino el Tracio, quienes dependían del apoyo de las tropas para gobernar el imperio.
Herodiano describe que Caracalla prefería la ropa del norte de Europa, Caracalla es el nombre de la túnica gálica con capucha que puso de moda, y a menudo llevaba una peluca rubia. Dion Casio menciona que cuando Caracalla era un niño, tenía tendencia a mostrar una expresión facial de enfado o incluso de salvajismo.
La forma en que Caracalla quería ser representado ante su pueblo puede verse a través de los numerosos bustos y monedas que se conservan. Las imágenes del joven emperador no pueden distinguirse claramente de las de su hermano menor Geta. En las monedas, Caracalla aparece laureado tras convertirse en augusto en 197; Geta aparece con la cabeza descubierta hasta que se convirtió en augusto en 209. Entre 209 y la muerte de su padre en febrero de 211, ambos hermanos se muestran como jóvenes maduros que estaban preparados para hacerse cargo del Imperio.
Entre la muerte del padre y el asesinato de Geta a finales del año 211, el retrato de Caracalla permanece estático con una barba corta y completa, mientras que su hermano desarrolla una barba larga con mechones de pelo como su padre. Esto último era un fuerte indicador del esfuerzo de Geta por ser visto como el verdadero sucesor de su padre, un objetivo que quedó en nada cuando fue asesinado. La presentación de Caracalla en las monedas durante el periodo de su reinado conjunto con su padre, de 198 a 210, se ajusta a grandes rasgos a la representación imperial del siglo III; la mayoría de los tipos de monedas comunican mensajes militares y religiosos, y otras dan mensajes de saeculum aureum y virtudes.
Durante el reinado en solitario de Caracalla, de 212 a 217, se produjo un cambio significativo en la representación. La mayoría de las monedas producidas durante este periodo se asociaban con la divinidad o tenían mensajes religiosos; otras tenían mensajes inespecíficos y únicos que sólo circularon durante su reinado en solitario.

## Legado

### Damnatio memoriae
Caracalla no fue sometido a una adecuada damnatio memoriae después de su asesinato; aunque el Senado no lo quería, su popularidad entre los militares impidió que Macrino y el Senado lo declararan abiertamente hostis. Macrino, en un esfuerzo por apaciguar al Senado, ordenó la retirada secreta de las estatuas de Caracalla de la vista de la población. Tras su muerte, el público hizo comparaciones entre él y otros emperadores condenados y pidió que se aboliera la carrera de caballos que celebraba su cumpleaños y que se fundieran las estatuas de oro y plata dedicadas a él. Sin embargo, estos hechos tuvieron un alcance limitado; la mayoría de los borrados de su nombre en las inscripciones fueron accidentales o se produjeron como resultado de la reutilización. Macrino hizo que Caracalla fuera deificado y conmemorado en las monedas como Divus Antoninus. No parece que haya habido ninguna mutilación intencionada de Caracalla en las imágenes que se crearon durante su reinado como único emperador.

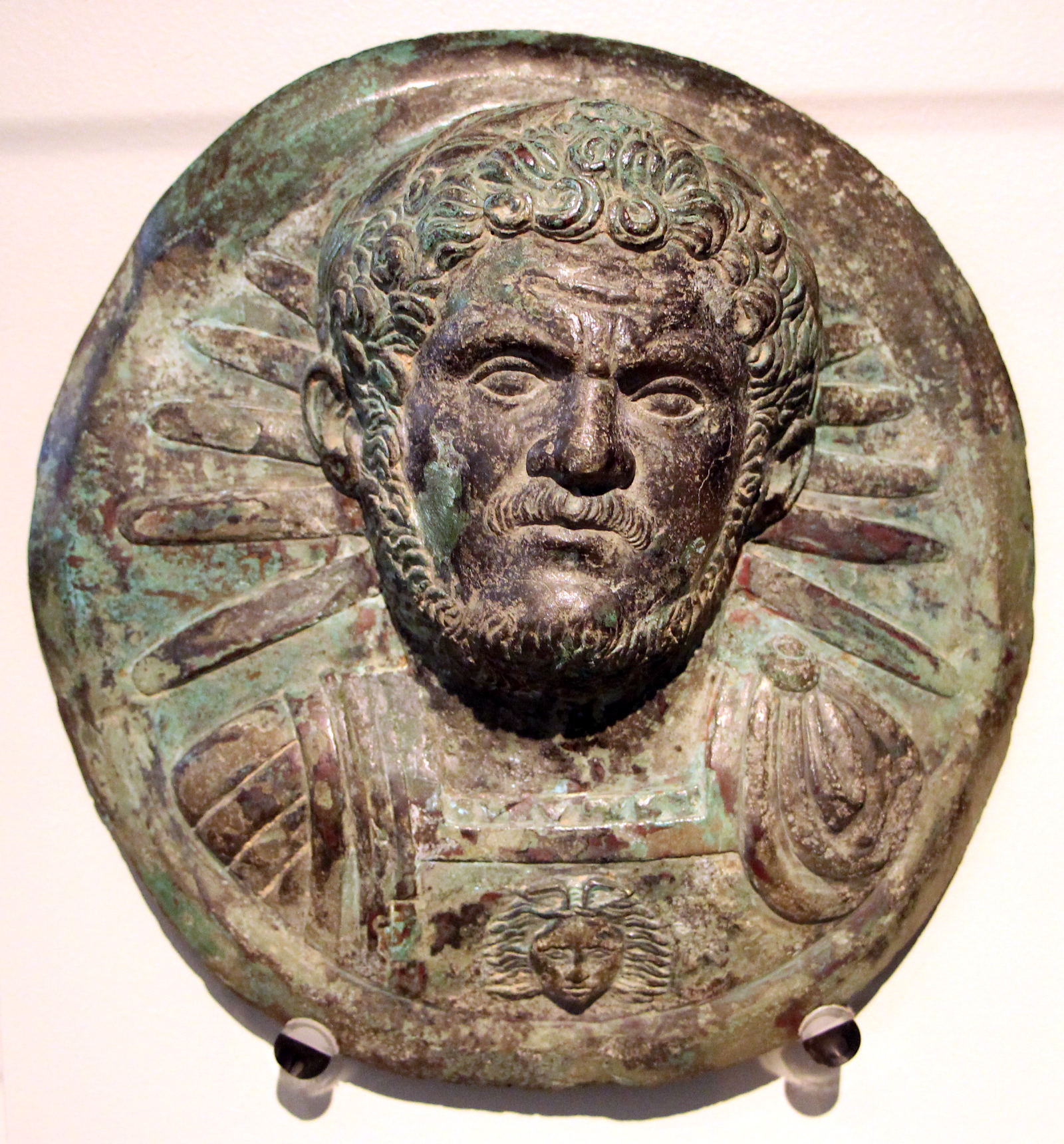
Retrato en bronce de Caracalla (Antikensammlung Berlin).

### Representación en las fuentes clásicas

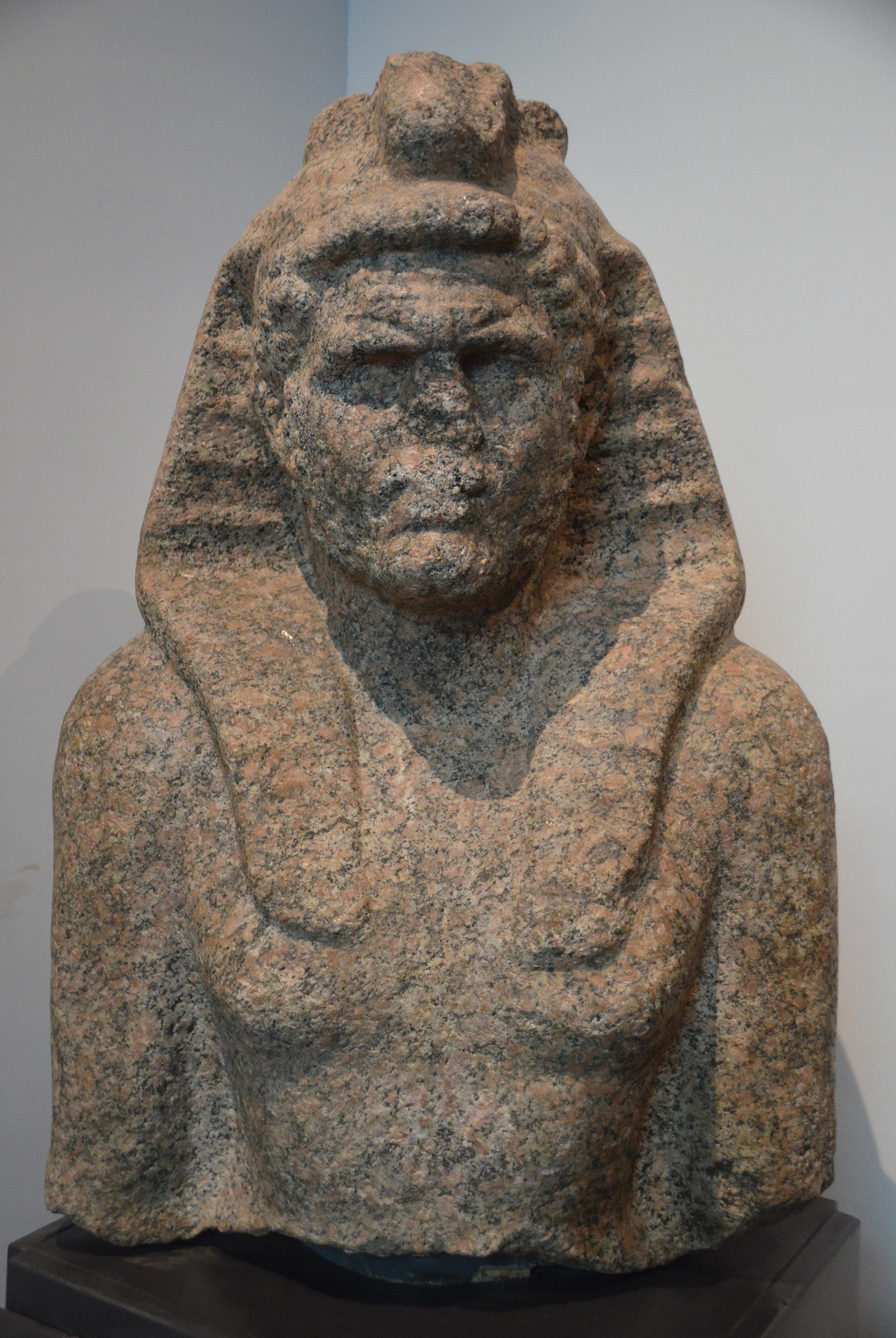
Caracalla con tocado de nemes y uraeus como faraón romano, desde la orilla del Nilo frente a Terenuthis (Museo Nacional de Alejandría).

Caracalla es presentado por los historiadores Dion Casio y Herodiano, así como en la Historia Augusta, como un tirano cruel y un gobernante salvaje, imagen que se ve reforzada por el asesinato de su hermano Geta y la posterior masacre de los partidarios de este que ordenó. Además, estas fuentes contemporáneas presentan a Caracalla como un «emperador-soldado» por su preferencia por la soldadesca frente a los senadores, una representación que le hizo aún menos popular entre los biógrafos senatoriales. Dion Casio presentó explícitamente a Caracalla como un emperador que marchaba con los soldados y se comportaba como uno de ellos. Además, el autor también se refirió a menudo a los grandes gastos militares que el emperador realizaba y a los subsiguientes problemas financieros que esto provocaba. Estos rasgos dominan la imagen de Caracalla en la literatura clásica conservada. Las termas de Caracalla se presentan en la literatura clásica como de una escala sin precedentes, e imposibles de construir si no fuera por el uso del hormigón armado. Sin embargo, el Edicto de Caracalla, promulgado en 212, pasa casi desapercibido en los registros clásicos.
La Historia Augusta es considerada por los historiadores como el relato menos fiable en cuanto a acontecimientos, historiografía y biografías entre las obras antiguas y está llena de materiales y fuentes fabricadas. Las obras de Herodiano de Antioquía son, en comparación, «mucho menos fantásticas» que los relatos presentados por la Historia Augusta. El historiador Andrew G. Scott sugiere que la obra de Dion Casio se considera con frecuencia la mejor fuente para este periodo. Sin embargo, la historiadora Clare Rowan cuestiona la exactitud de este autor sobre Caracalla, refiriéndose a que mantiene una actitud hostil hacia este y, por tanto, debe ser tratada con precaución. Un ejemplo de esta hostilidad se encuentra en una sección en la que Dion Casio señala que Caracalla desciende de tres razas diferentes y que logró combinar todos sus defectos en una sola persona: la inconstancia, la cobardía y la imprudencia de los galos, la crueldad y la dureza de los africanos y la astucia que se asociaba con los sirios. A pesar de ello, Rowan sostiene que el esquema de los acontecimientos presentado por Dion es, generalmente, preciso, mientras que las motivaciones que sugiere el historiador son de origen cuestionable. Un ejemplo de ello es su presentación del Edicto de Caracalla; el motivo que Dion atribuye a este acontecimiento es el deseo de Caracalla de aumentar los ingresos fiscales. Sin embargo, esto es puesto en duda por Olivier Hekster, Nicholas Zair y Rowan, debido a que la mayoría de las personas a las que el edicto concedió la ciudadanía eran pobres. En su obra, Rowan también describe la representación que Herodiano hace de Caracalla: más parecida a un soldado que a un emperador.

### Leyendas medievales

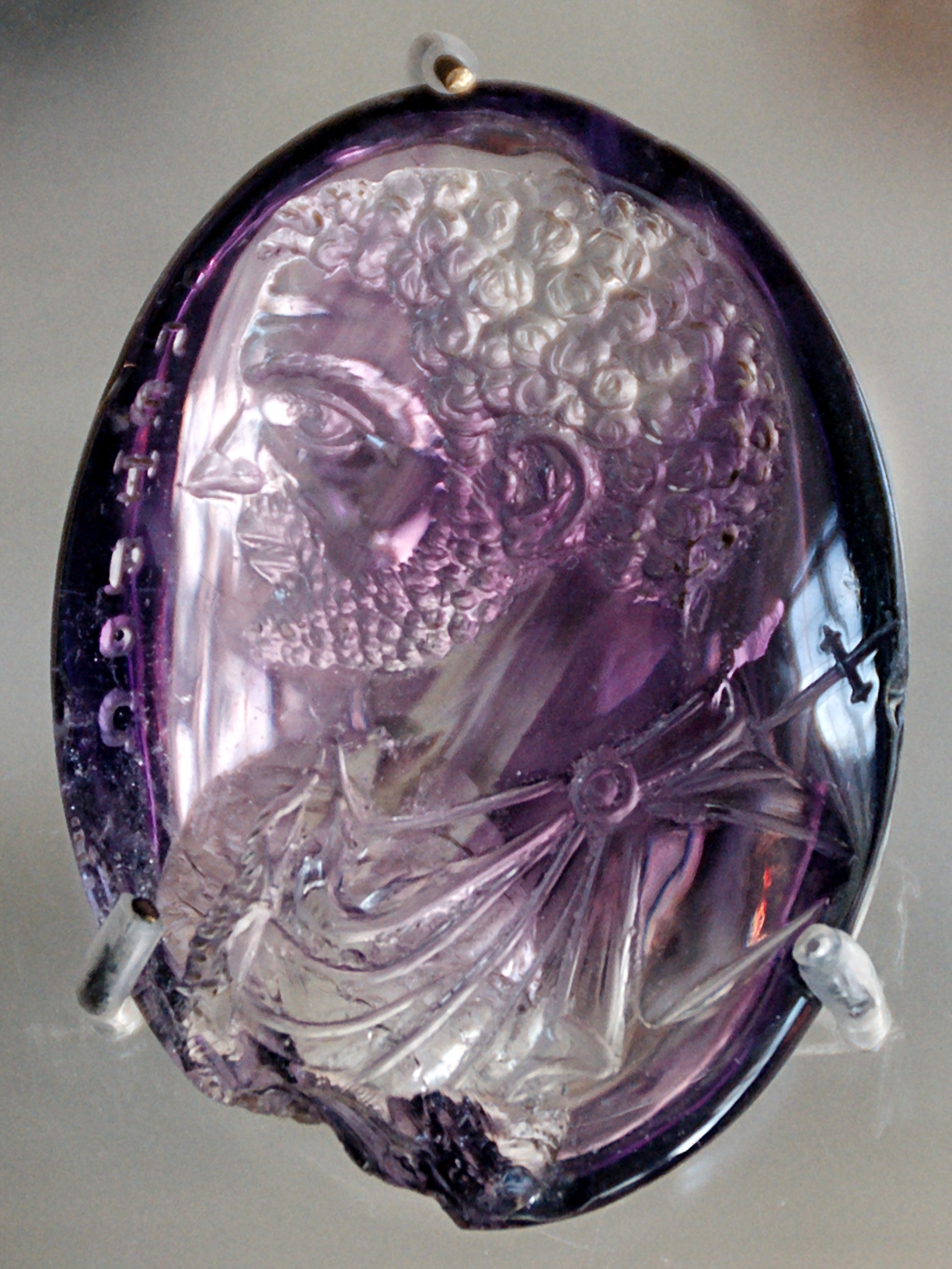
Calcografía de amatista de Caracalla, posteriormente tallada como san Pedro con la inscripción en griego: Ο ΠΕΤΡΟϹ, translit. o Petros, lit. «la piedra» (tesoro de la Sainte-Chapelle).

La pseudohistoria de Geoffrey de Monmouth Historia Regum Britanniae hace de Caracalla un rey de Gran Bretaña, refiriéndose a él por su nombre real «Bassianus», en lugar de por el apodo de Caracalla. En la historia, tras la muerte de Severo, los romanos querían hacer a Geta rey de Britania, pero los británicos preferían a Bassianus porque tenía una madre británica. Los dos hermanos lucharon hasta que Geta fue asesinado y Bassianus sucedió en el trono, tras lo cual gobernó hasta que fue derrocado y asesinado por Carausio. Sin embargo, la revuelta de este último ocurrió en realidad unos setenta años después de la muerte de Caracalla en el 217.

### Obras de arte del sigloXVIIIy la Revolución Francesa

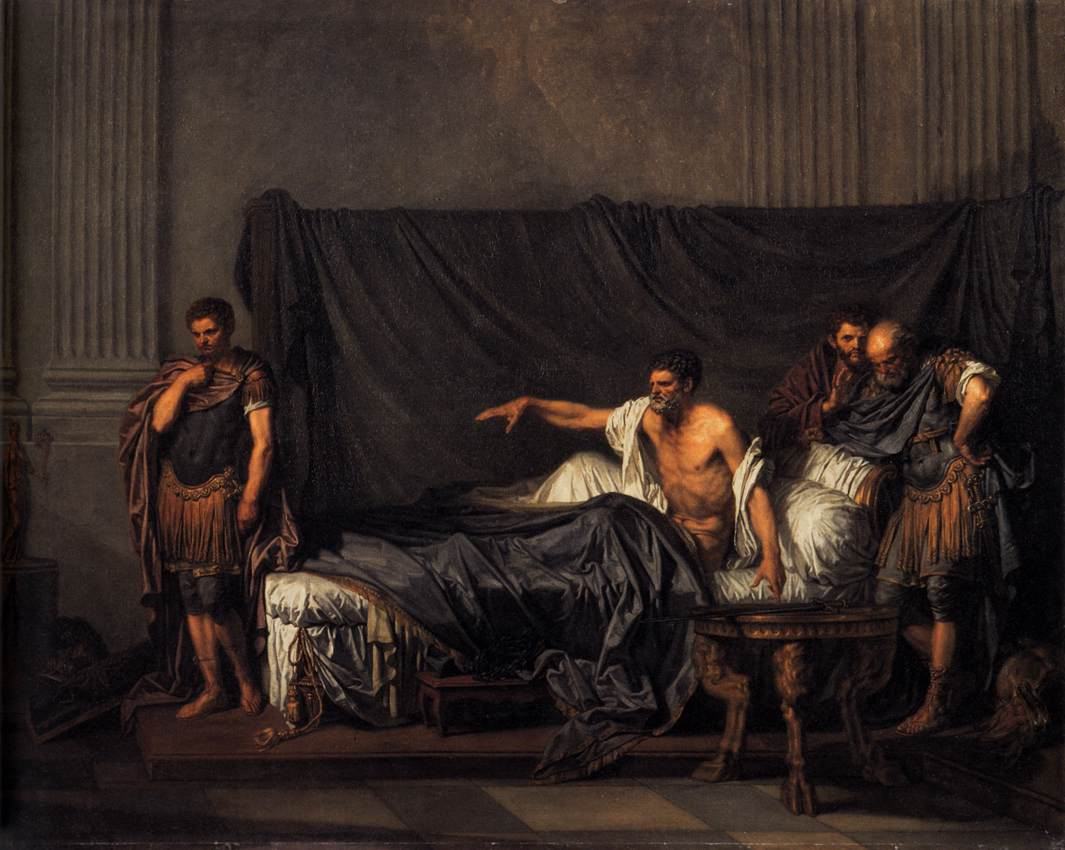
Septimio Severo y Caracalla, Jean-Baptiste Greuze, 1769 (Louvre).

La memoria de Caracalla fue revivida en el arte de los pintores franceses de finales del siglo XVIII. Su carrera tiránica se convirtió en el tema de la obra de varios de estos artistas como Greuze, Julien de Parme, David, Bonvoisin, J.-A.-C. Pajou y Lethière. Su fascinación por Caracalla era un reflejo del creciente descontento del pueblo francés con la monarquía. La visibilidad de Caracalla se vio influida por la existencia de varias fuentes literarias en francés que incluían tanto traducciones de obras antiguas como obras contemporáneas de la época. La imagen del emperador fue fácilmente accesible para los pintores debido al estilo distintivo de su retrato y a su inusual elección de moda militar que lo distinguía de otros emperadores. Las obras de arte pueden haber servido como advertencia de que la monarquía absoluta podría convertirse en el horror de la tiranía y que el desastre podría llegar si el régimen no se reformaba. La historiadora del arte Susan Wood sugiere que esta reforma era para que la monarquía absoluta se convirtiera en una monarquía constitucional, según el objetivo original de la revolución, en lugar de la república en la que finalmente se convirtió. Wood también señala la similitud entre Caracalla y sus crímenes que condujeron a su asesinato y el eventual levantamiento contra el rey Luis XVI y su muerte: ambos gobernantes murieron como resultado de su aparente tiranía.

### Representación moderna
Caracalla ha tenido fama de ser uno de los peores emperadores romanos, percepción que sobrevive incluso en las obras modernas. El historiador de arte y lingüística John Agnew y el escritor Walter Bidwell describen a Caracalla como poseedor de un espíritu maligno, en referencia a la devastación que provocó en Alejandría. El historiador romano David Magie describe a Caracalla, en el libro Roman Rule in Asia Minor, como brutal y tiránico y apunta a la psicopatía como explicación de su comportamiento. El historiador Clifford Ando apoya esta descripción, sugiriendo que el gobierno de Caracalla como único emperador es notable «casi exclusivamente» por sus crímenes de robo, masacre y mala administración.
El historiador del siglo XVIII Edward Gibbon, autor de Historia de la decadencia y caída del Imperio romano, toma la reputación de Caracalla, que había recibido por el asesinato de Geta y la posterior masacre de los partidarios de este, y la aplica a las giras provinciales del emperador, sugiriendo que «cada provincia fue por turno el escenario de su rapiña y crueldad». Gibbon comparó a Caracalla con emperadores como Adriano, quienes pasaron su carrera haciendo campaña en las provincias, y luego con tiranos como Nerón y Domiciano, cuyos reinados enteros se limitaron a Roma y cuyas acciones sólo afectaron a las clases senatoriales y ecuestres que residían allí. Gibbon concluye entonces que Caracalla era «el enemigo común de la humanidad», ya que tanto los romanos como los provincianos estaban sometidos a «su rapiña y crueldad».
Esta representación es puesta en duda por el historiador Shamus Sillar, quien cita la construcción de calzadas y el refuerzo de fortificaciones en las provincias occidentales, entre otras cosas, como algo contradictorio con la representación que hace Gibbon de la crueldad y la destrucción. Los profesores de historia Molefi Asante y Shaza Ismail señalan que a Caracalla se le conoce por el carácter vergonzoso de su gobierno, afirmando que «montó el caballo del poder hasta que estuvo a punto de morir de agotamiento» y que, aunque su gobierno fue corto, su vida, su personalidad y sus actos lo convirtieron en una figura notable, aunque probablemente no beneficiosa, del Imperio romano.